# Dušan Bavdek (starejši)
Dušan Bavdek, slovenski zdravnik, poslanec in politik, * 22. maj 1948.

## Življenjepis
Leta 1992 je bil izvoljen v 1. državni zbor Republike Slovenije; v tem mandatu je bil član naslednjih delovnih teles:
- Odbor za kulturo, šolstvo in šport (predsednik),
- Odbor za mednarodne odnose in
- Odbor za zdravstvo, delo, družino in socialno politiko.

Njegov sin je slovenski skladatelj Dušan Bavdek.